# Reproductive Sciences
Reproductive Sciences, abgekürzt als Reprod. Sci., ist eine wissenschaftliche Fachzeitschrift, die vom SAGE-Verlag in Zusammenarbeit mit der Society for Reproductive Investigation veröffentlicht wird. Die Zeitschrift wurde 1994 unter dem Namen Journal of the Society for Gynecologic Investigation gegründet und änderte im Jahr 2007 den Namen in Reproductive Sciences, sie erscheint mit zwölf Ausgaben im Jahr. Es werden Arbeiten veröffentlicht, die sich mit Grundlagenfragen der Reproduktionsbiologie oder auch mit klinischen Problemen für die Mutter und das ungeborene Kind beschäftigen.
Der Impact Factor lag im Jahr 2014 bei 2,23. Nach der Statistik des ISI Web of Knowledge wird das Journal mit diesem Impact Factor in der Kategorie Gynäkologie und Geburtshilfe an 26. Stelle von 79 Zeitschriften und in der Kategorie Reproduktionsbiologie an 17. Stelle von 30 Zeitschriften geführt.